# 埃维亚专区
埃维亚专区（希臘語：Περιφερειακή ενότητα Εύβοιας）是希臘中希臘大區東部的一個专区，位在愛琴海。包括埃维亚岛、斯基罗斯岛和希腊大陆上260平方公里的区域。专区面積为4,167平方公里，2011年人口210,815人。首府哈尔基斯。

## 行政
在2011年的地方政府改革中，所有州份被取消，原埃维亚州整体改为埃维亚专区。埃维亚专区下分为8个市镇（括号内为地图中的数字）：
- 哈尔基斯（1）
- 季尔菲斯-迈萨皮亚（2）
- 埃雷特里亞（3）
- 伊斯蒂艾阿-艾季普索斯（4）
- 卡里斯托斯（5）
- 基米-阿利韦里翁（6）
- 曼杜季翁-利姆尼-圣安娜（7）
- 斯基罗斯（8）

## 外部連結
- 官方网站  （希腊文）